# Conductivimetru

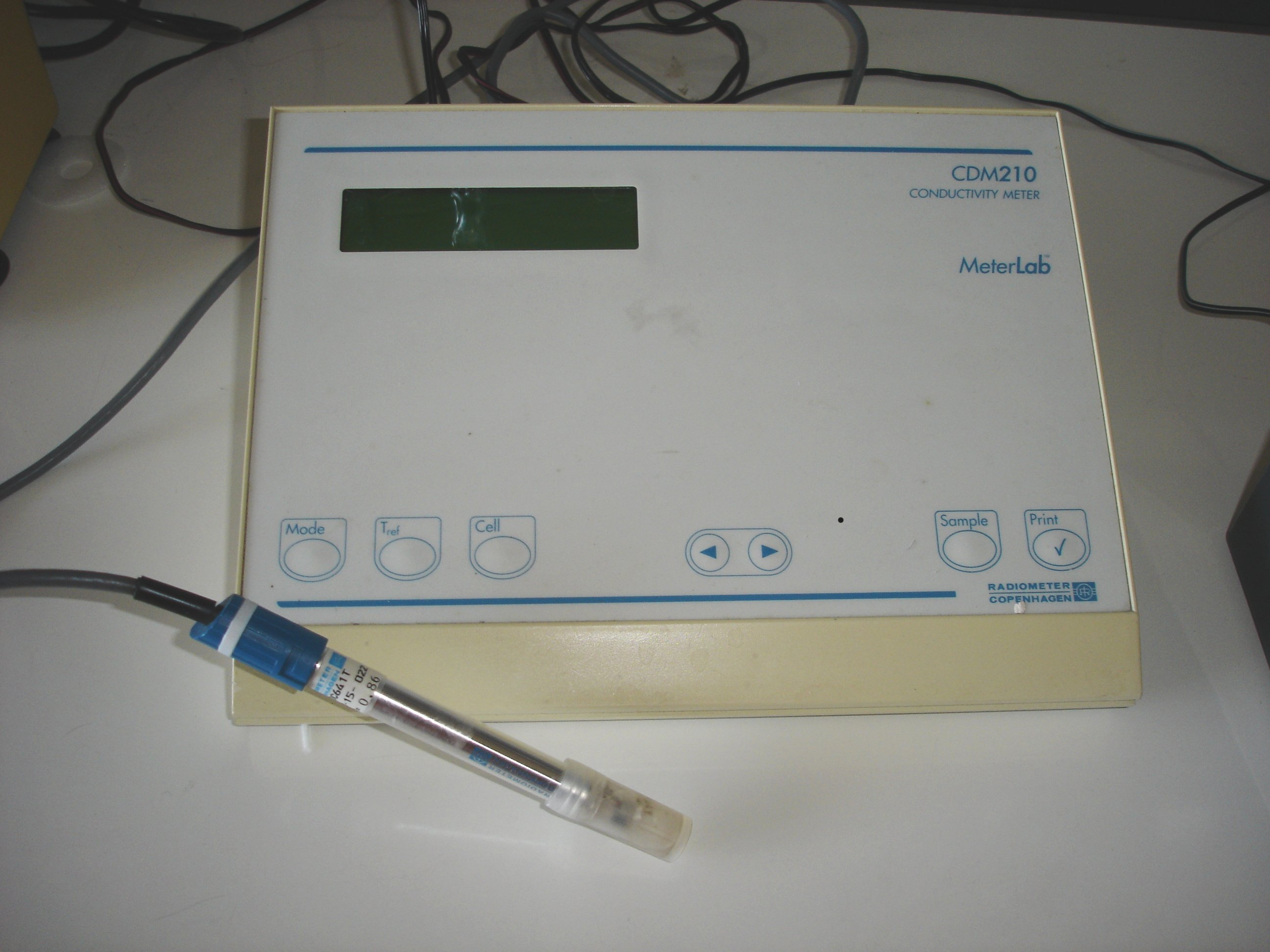
Un conductivimetru și o sondă

Conductivimetrul electric este un aparat de măsurare a conductivității electrice a unui fluid. Este folosit în domenii unde e necesară măsurarea conductivității electrolitice.
Aparatele clasice de măsurare a conductivității conțin doi sau mai mulți electrozi care se introduc în lichidul ce urmează a fi investigat. Din cauza faptului că electrozii se află în contact direct cu lichidul de imersie pot să apară fenomene - de polarizare, depunere sau chiar reacții chimice - ce conduc la scăderea preciziei acestor tipuri de aparate, limitându-le în mod considerabil domeniul de utilizare. Pentru a elimina un astfel de incovenient, au fost proiectate diferite dispozitive ce folosesc procedee inductive de determinare a conductivității.

## Aplicabilitate
Câteva domenii de utilizare: 
- Dozarea și diluarea substanțelor chimice
- Determinarea concentrației substanțelor chimice catalogate drept agresive
- Procese de spălare și curățare, în special cele de tip CIP (Cleaning in Place) din industria alimentară și a băuturilor
- Monitorizarea procesului de desalinizare în turnurile de răcire
- Monitorizarea proceselor de generare a apei de înaltă puritate, a celei pure, respectiv a apei potabile
- Tratarea apei reziduale